# تشارلز فرنسيس جنكينز
كان تشارلز فرنسيس جنكينز رائدًا أمريكيًا من رواد السينما الأوائل وأحد مخترعي التلفاز. ولد جنكينز في دايتون بولاية أوهايو وعاش بالقرب من مدينة ريتشموند في إنديانا حيث ذهب إلى المدرسة ثم ذهب إلى مدينة واشنطن عام 1890 حيث عمل هناك.

## وصلات خارجية
- تشارلز فرنسيس جنكينز على موقع IMDb (الإنجليزية)
- تشارلز فرنسيس جنكينز على موقع الموسوعة البريطانية (الإنجليزية)
- تشارلز فرنسيس جنكينز على موقع فايند أغريف